# Нестор Клаусен
Нестор Клаусен (на испански: Néstor Clausen) е аржентински футболист, защитник и треньор.

## Кариера
В кариерата си той играе за Индепендиенте, Сион, Расинг Клуб и Арсенал де Саранди. Световен шампион с Аржентина от 1986 г.

## Отличия

### Отборни
Индепендиенте
- Примера дивисион: 1983 (М), 1988/89
- Копа Либертадорес: 1984
- Междуконтинентална купа: 1984
- Суперкопа Судамерикана: 1995

Сион
- Купа на Швейцария: 1991
- Швейцарска Суперлига: 1991/92

### Международни
Аржентина
- Световно първенство по футбол: 1986

### Треньор
Стронгест
- Примера Дивисион де Боливия 2003 (А), 2004 (К)